# Okoniny (województwo pomorskie)
Okoniny – osada leśna kociewska w Polsce, położona w województwie pomorskim, w powiecie starogardzkim, w gminie Kaliska, wchodzi w skład sołectwa Cieciorka.
Leśniczówka Okoniny jest najbardziej na północ wysuniętą miejscowością gminy Kaliska, tuż przy granicy z gminą Stara Kiszewa. Zlokalizowana jest pomiędzy osadą Okoninki a jeziorem Wygonin.
Przypuszcza się, że podobnie jak pobliska wieś Płociczno, nazwę swoją zawdzięcza od ryby, w tym wypadku od okonia.
Na mapie Schröttera z lat 1796-1802 pokazana jest leśniczówka Okkonin, a obok napis „Forst Amt Bordczichow” (Urząd Leśny Borzechowo). Prawdopodobnie w chwili przejęcia przez króla pruskiego dawnych lasów królewskich sięgających aż po Borzechowo i Ocypel, powołano Urząd Leśny Okonin, który dał początek Nadleśnictwu Okonin.
W 1928 roku Okoniny, jako osada, administracyjnie należały do sołectwa Płociczno w powiecie kościerskim. W roku 1955 po reformie administracyjnej kraju, Okoniny wchodzące w skład dotychczasowej gromady wiejskiej Płociczno, weszły w skład gromady Kaliska.
Po kolejnym podziale administracyjnym Polski W latach 1975–1998 miejscowość należała do województwa gdańskiego.